# Broken Bells
Broken Bells je americká rocková skupina. Jejími členy jsou zpěvák a kytarista James Mercer a multiinstrumentalista a producent Brian Burton. Vznik projektu byl oznámen v září 2009 a první studiové album nazvané Broken Bells vyšlo v březnu 2010. O rok později skupina vydala EP Meyrin Fields a následovala pauza; koncem roku 2013 skupina oznámila vydání druhého řadového alba After the Disco.

## Diskografie
- Broken Bells (2010)
- After the Disco (2014)
- Into the Blue (2022)